# Schlacht um Fort Curuzú
1. Phase: Paraguays Offensiven gegen Brasilien und Argentinien (1864–1865)

Mato-Grosso-Feldzug – Corrientes – Riachuelo – Yatay – Uruguayana
2. Phase: Alliierte Gegenoffensive und Stellungskrieg vor Humaitá (1866–1867)

Itapirú – Estero Bellaco – Tuyutí I – Yataytí Corá – Boquerón – Sauce – Curuzú – Curupaytí
3. Phase: Wiederaufnahme der alliierten Offensive und Eroberung des Kernlandes Paraguays (1867–1868)

Tuyutí II – Humaitá – Ytororó – Avahy – Itá Ivaté
4. Phase: Schlussoffensive der Alliierten und totale Niederlage Paraguays (1869–1870)

Piribebuy – Acosta Ñu – Cerro Corá
Die Schlacht um Fort Curuzú war eine während des Tripel-Allianz-Kriegs zwischen Paraguay und Brasilien ausgefochtene Schlacht im September 1866. Eine kombinierte Land- und Seestreitmacht Brasiliens kämpfte hierbei die paraguayischen Artilleriebatterien bei Curuzú am Ufer des Río Paraguay nieder. Ziel der Brasilianer war es, den Flusslauf für einen weiteren Vorstoß in Richtung Norden und damit in Richtung des starken Verteidigungskomplexes Humaitá-Curupaytí, welcher den Flusszugang ins paraguayische Kernland bewachte, zu forcieren und zu sichern. Die Schlacht endete nach drei Tagen mit einem Sieg der Brasilianer.  

## Die paraguayische Verteidigung
Die paraguayischen Truppen bei Curuzú bestanden aus 2.830 Soldaten und insgesamt 13 hinter Erdwerken gut verschanzten Geschützen, darunter acht 32-Pfünder und ein schweres 60-Pfünder-Parrotgeschütz. Daneben verfügten die Verteidiger zudem über eine nicht genau bekannte Anzahl – vermutlich etwa 40 bis 50 – von im Fluss ausgelegten Minen. Diese Sprengkörper waren entweder knapp unter der Wasseroberfläche fest an Pfählen angebracht oder wurden, quasi als eine Art Treibmine, von den Paraguayern ausgesetzt. Diese den Río Paraguay hinabtreibenden Minen stellten die vermutlich größte Gefahr für die brasilianischen Schiffe während der gesamten Kampagne auf dem Fluss dar. Die mit Kontaktzündern versehenen Minen trugen in einem verzinkten Behälter zwischen 150 und 680 Kilogramm Schwarzpulver. Befehlshaber der paraguayischen Truppen in Curuzú war Coronel Manuel Antonio Jiménez. 

## Die brasilianischen Streitkräfte
Zum Angriff auf die Festungsanlage bei Curuzú hatten die Brasilianer rund 8.400 Soldaten, darunter auch Marineinfanterie, zusammengezogen. Diese Truppen wurden im 2º Corpo do Exército Brasileiro (II. brasilianisches Armeekorps) zusammengefasst. Von der Flussseite her sollte der Angriff von den vier modernen Panzerkanonenbooten Brasil, Barroso, Rio de Janeiro und Tamandaré (alle Schiffe waren zwischen März 1865 und Frühjahr 1866 in Dienst genommen worden), dem Turmpanzerschiff Lima Barros sowie von den (ungepanzerten) Kanonenbooten Greenhalgh, Beberibe, Belmonte, Araguari, Ipiranga, Parnaíba und Ivaí unterstützt werden. Die nicht gepanzerten Kanonenboote, welche sehr anfällig gegenüber Beschuss mit Granaten waren, sollten nach Möglichkeit jedoch im Hintergrund bleiben und sich vor allem auf die Sicherung der Truppenanlandungen konzentrieren. Befehlshaber des 2º Corpo do Exército Brasileiro war Tenente-General Manuel Marques de Sousa (Conde de Porto Alegre).

## Verlauf der Schlacht
Die brasilianischen Streitkräfte waren zunächst seit Juli 1866 in Corrientes und in Cerrito für den geplanten Angriff zusammengezogen worden. Der Verband lief schließlich am 30. August 1866 in Richtung Curuzú aus. In den frühen Morgenstunden des 1. September, gegen 5:00 Uhr, wurden die ersten brasilianischen Truppen, etwa 800 Mann Marineinfanterie, rund zweieinhalb Kilometer südwestlich von Curuzú gegen nur sehr geringen Widerstand angelandet. Die Verteidiger hatten sich fast vollständig hinter die Erdschanzen von Curuzú zurückgezogen. Zudem wurden beide Seiten vorerst durch dichten Bodennebel behindert. 
Gegen 7:30 Uhr näherten sich die brasilianischen Panzerschiffe den Befestigungen und eröffneten eine halbe Stunde später das Feuer. Rund vier Stunden lang duellierten sich die fünf Panzerschiffe mit dem Fort. Hierbei erzielten die paraguayischen Batterien zahlreiche Treffer auf den Schiffen. Obgleich diese oberflächlich beträchtliche Schäden hinnehmen mussten – fast alle Einheiten verloren teils die Masten oder den Schornstein und wiesen eine Vielzahl von Einschlagdellen auf den Panzerungen auf –, wurde keines ernsthaft beschädigt oder gar außer Gefecht gesetzt. Im Gegenzug konnten die Panzerkanonenboote rund die Hälfte der Geschütze des Forts zerstören. Die paraguayischen Artilleristen erlitten hierbei schwere Verluste, vor allem durch Schrapnellgeschosse, die über den Stellungen explodierten. 
Bis in die Mittagsstunden konnten südlich von Curuzú rund 4.000 brasilianische Soldaten angelandet werden. Diese unternahmen gegen 15:00 Uhr einen ersten Sturmangriff auf die Erdwerke, welcher allerdings mit erheblichen Verlusten (etwa 100 Gefallene, rund 300 Verwundete) für die Angreifer abgewehrt werden konnte. Da in den Nachmittagsstunden erneut Nebel aufkam, wurden die Angriffe für diesen Tag daraufhin eingestellt.

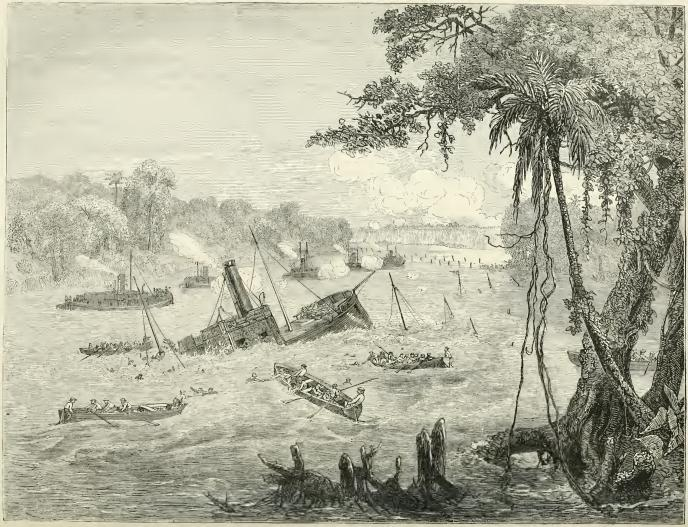
Brasilianische Panzerschiffe eröffnen das Feuer auf die Landwerke bei Curuzú. Im Vordergrund links ist das sinkende Panzerschiff Rio de Janeiro zu erkennen (Zeichnung aus den 1890er Jahren).

Am 2. September erneuerten die Brasilianer ihren Angriff. Doch auch an diesem Tag gelang es den mittlerweile stark geschwächten Verteidigern, alle Vorstöße abzuwehren. Die brasilianischen Panzerkanonenboote begannen ab 9:00 Uhr morgens mit einem erneuten Bombardement der Erdwerke. Mit nur mehr drei oder vier einsatzbereiten Geschützen leisteten die Paraguayer heftigen Widerstand, doch waren alle Kanonen des Forts bis zum Nachmittag außer Gefecht gesetzt. Dennoch erlitten die Brasilianer an diesem Tag den schwersten Verlust während der Schlacht: Das Panzerkanonenboot Rio de Janeiro (871 Tonnen) lief in den Mittagsstunden auf eine (oder zwei?) der paraguayischen Schwarzpulver-Flussminen. Die heftige Explosion riss ein Loch unterhalb des Achterschiffes in den Rumpf, woraufhin das Heck abknickte und das Panzerschiff rasch zu sinken begann. Mit dem Schiff gingen 53 Besatzungsangehörige unter, darunter auch der Kommandant, Primeiro-Tenente Joaquin Alves Coelho. 61 Mann, darunter auch der Schiffsarzt, konnten von Beibooten der anderen Schiffe gerettet werden. Obgleich die Lage der paraguayischen Verteidiger nach dem Ausfall aller Geschütze und nach schweren Verlusten (rund 60 Prozent aller Soldaten waren bereits gefallen oder verwundet) quasi unhaltbar geworden war und somit eine Eroberung des Forts in greifbare Nähe gerückt war, brachen die Brasilianer nach dem Verlust der Rio de Janeiro sämtliche Angriffe an diesem Tag ab. 

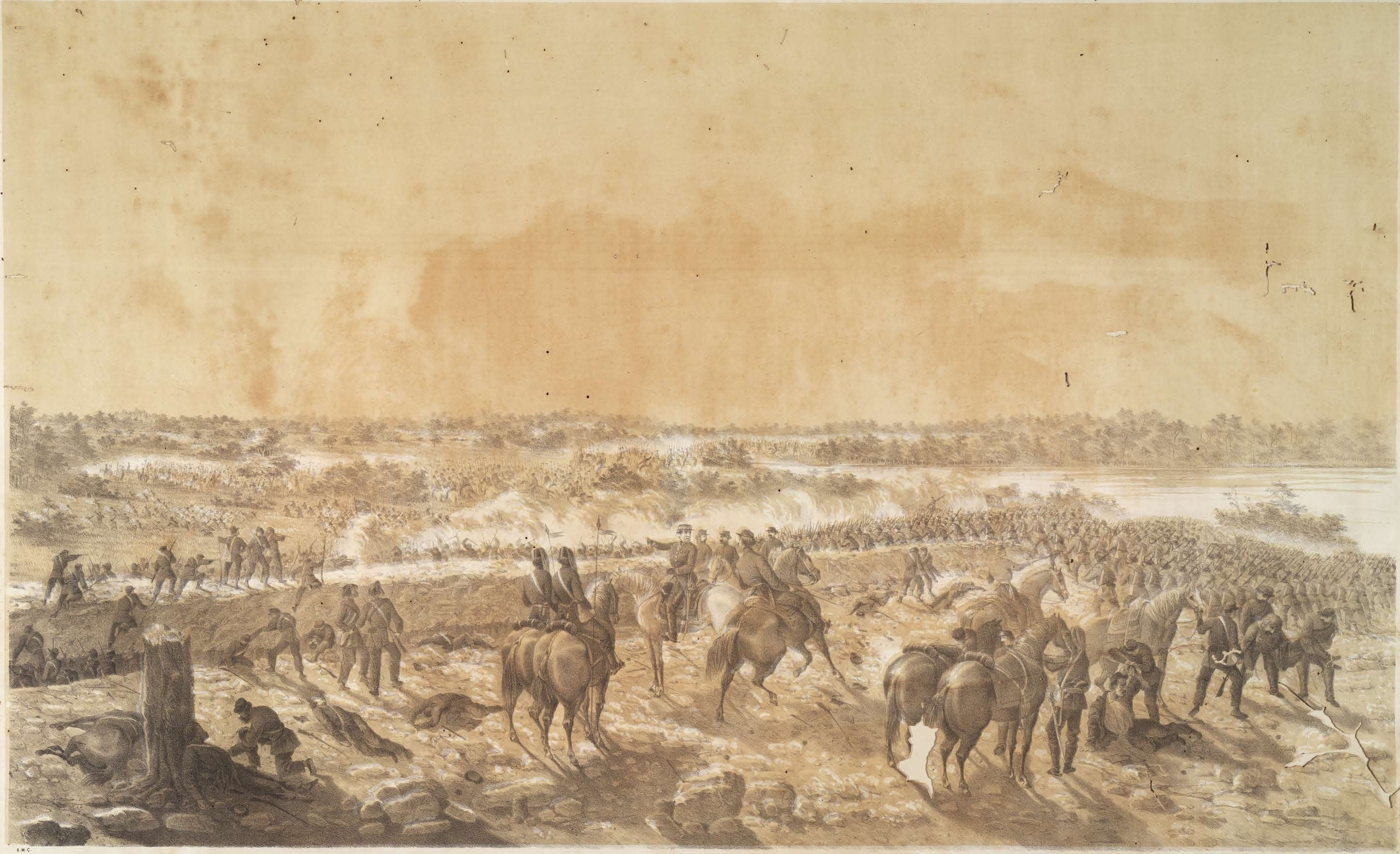

Am Morgen des 3. September 1866 stürmten rund 4.000 brasilianische Soldaten mit starker Artillerieunterstützung gegen die Erdwerke an. Diesem Großangriff konnten die Verteidiger nichts mehr entgegensetzen, weswegen sich der Kommandant in Curuzú, Coronel Manuel Antonio Jiménez, und rund 800 bis 900 paraguayische Soldaten zu einem Rückzug in Richtung des weiter flussaufwärts gelegenen Forts von Curupaytí entschieden. Obgleich die sporadischen Rückzugsgefechte noch bis in die Mittagsstunden anhielten, war das Festungsgelände von Curuzú am Nachmittag des 3. September fest in der Hand der Brasilianer, womit die Schlacht ihr Ende fand. 

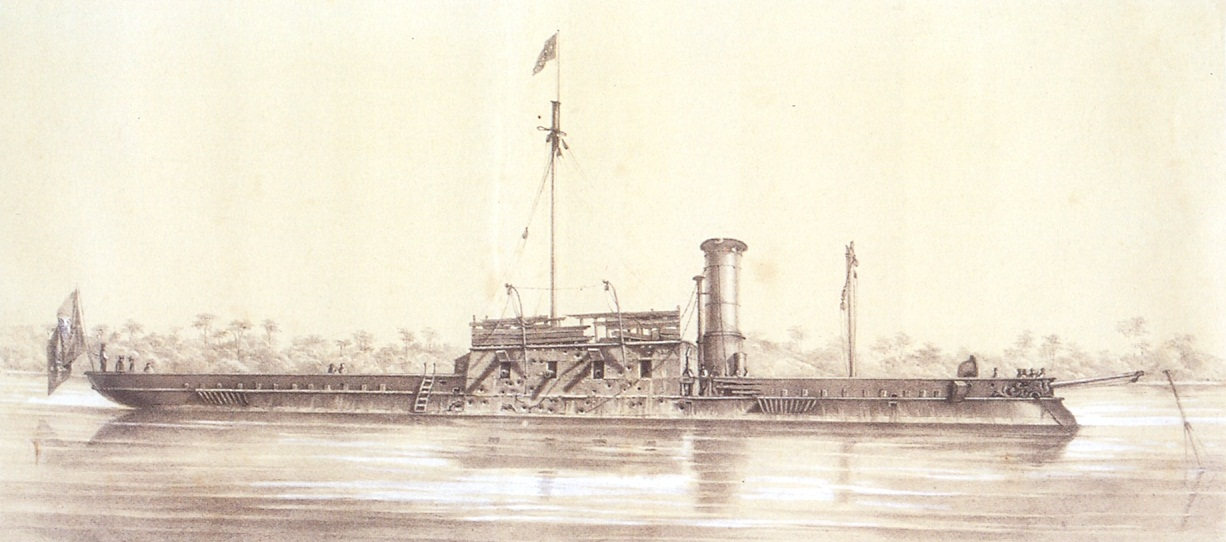
Das beschädigte brasilianische Panzerkanonenboot Brasil nach der Schlacht. Die Stümpfe der abgeschossenen Masten und die Dellen von Treffern auf der gepanzerten Zentralbatterie sind deutlich zu erkennen.

## Verluste
Die Truppen Paraguays erlitten während der Schlacht schwere Verluste. Diese waren vor allem durch die Schrapnelle der Panzerschiffe verursacht worden, welche über den ungedeckten Stellungen der Paraguayer explodiert waren. Insgesamt 832 Paraguayer waren gefallen, die Zahl der Verwundeten lag bei rund 1.300. Von diesen wiederum konnte ein Teil (300?) auf dem Rückzug mitgenommen werden. Aufgerechnet dürften die paraguayischen Verluste bei rund 1.800 Soldaten gelegen haben (inklusive der Gefangenen). 
Die Brasilianer hatten im Vergleich hierzu wesentlich geringere Verluste: 213 Mann waren gefallen (ein Viertel der Todesopfer war alleine auf den Untergang der Rio de Janeiro zurückzuführen) und 628 Mann waren verwundet worden. Die Flussflottille der Brasilianer erlitt bei dem Angriff jedoch teils beträchtliche Schäden. Indessen nur ein Schiff verloren ging – durch Minentreffer –, hatten alle beteiligten Panzerkanonenboote erheblich zerschossene Aufbauten sowie abgerissene Masten und Schornsteine zu verzeichnen. 

## Folgen
Der Kampf um das Fort Curuzú endete mit einem Sieg der brasilianischen Streitkräfte, wobei indessen ersichtlich geworden war, dass die paraguayischen Truppen, auch wenn diese waffentechnisch und zahlenmäßig deutlich unterlegen waren, zum erbitterten Widerstand entschlossen waren. Der Erfolg bei Curuzú ebnete den Brasilianern (und ihren Verbündeten) den Weg in Richtung des wesentlich stärker ausgebauten Festungskomplexes Humaitá-Curupaytí. Die verlustreichen Kämpfe um diese Sperrwerke, die auch als „Gibraltar Südamerikas“ bezeichnet wurden, standen den Verbündeten noch bevor – und sie sollten mehr als zwei Jahre andauern.   

## Nachspiel
Angeblich wegen mangelnder Kampfbereitschaft und wegen Feigheit vor dem Feind, ließ der Diktator Paraguays, Francisco Solano López, am 10. September 1866 mehr als 60 Angehörige des an den Kämpfen um Curuzú beteiligen 10. Infanteriebataillons liquidieren.